# TGFB1I1
TGFB1I1 (англ. Transforming growth factor beta 1 induced transcript 1) – білок, який кодується однойменним геном, розташованим у людей на короткому плечі 16-ї хромосоми. Довжина поліпептидного ланцюга білка становить 461 амінокислот, а молекулярна маса — 49 814.
| 10         |  | 20         |  | 30         |  | 40         |  | 50         |
| ---------- |  | ---------- |  | ---------- |  | ---------- |  | ---------- |
| MEDLDALLSD |  | LETTTSHMPR |  | SGAPKERPAE |  | PLTPPPSYGH |  | QPQTGSGESS |
| GASGDKDHLY |  | STVCKPRSPK |  | PAAPAAPPFS |  | SSSGVLGTGL |  | CELDRLLQEL |
| NATQFNITDE |  | IMSQFPSSKV |  | ASGEQKEDQS |  | EDKKRPSLPS |  | SPSPGLPKAS |
| ATSATLELDR |  | LMASLSDFRV |  | QNHLPASGPT |  | QPPVVSSTNE |  | GSPSPPEPTG |
| KGSLDTMLGL |  | LQSDLSRRGV |  | PTQAKGLCGS |  | CNKPIAGQVV |  | TALGRAWHPE |
| HFVCGGCSTA |  | LGGSSFFEKD |  | GAPFCPECYF |  | ERFSPRCGFC |  | NQPIRHKMVT |
| ALGTHWHPEH |  | FCCVSCGEPF |  | GDEGFHEREG |  | RPYCRRDFLQ |  | LFAPRCQGCQ |
| GPILDNYISA |  | LSALWHPDCF |  | VCRECFAPFS |  | GGSFFEHEGR |  | PLCENHFHAR |
| RGSLCATCGL |  | PVTGRCVSAL |  | GRRFHPDHFT |  | CTFCLRPLTK |  | GSFQERAGKP |
| YCQPCFLKLF |  | G          |  |            |  |            |  |            |

A: Аланін

C: Цистеїн

D: Аспарагінова кислота

E: Глутамінова кислота

F: Фенілаланін

G: Гліцин

H: Гістидин

I: Ізолейцин

K: Лізин

L: Лейцин

M: Метіонін

N: Аспарагін

P: Пролін

Q: Глутамін

R: Аргінін

S: Серин

T: Треонін

V: Валін

W: Триптофан

Кодований геном білок за функціями належить до активаторів, фосфопротеїнів. 
Задіяний у таких біологічних процесах, як диференціація клітин, сигнальний шлях Wnt, ацетилювання, альтернативний сплайсинг. 
Білок має сайт для зв'язування з іонами металів, іоном цинку. 
Локалізований у цитоплазмі, цитоскелеті, ядрі, клітинних контактах.